# Сазонов, Яков Дмитриевич
Я́ков Дми́триевич Сазо́нов (23 октября 1855 года — 21 апреля 1913 года, Ставрополь) — генерал-майор.
Происходил из дворян Сазоновых Варшавской губернии.

## Биография
Яков Дмитриевич родился 23 октября 1855 года.
10 августа 1872 года вступил в службу из воспитанников Полоцкой военной гимназии в 1-е военное Павловское училище.
19 августа 1874 года переведён в старший класс Михайловского артиллерийского училища.
4 августа 1875 года произведен по экзамену в подпоручики в 13-ю Артиллерийскую бригаду.
14 августа 1877 года назначен командиром 1-й полубатареи.
Во время Русско-турецкой войны 1877—1878 годов участвовал в военных действиях по охране Черноморского побережья с 12 апреля 1877 года по 19 февраля 1878 года, в том числе во время бомбардирования турецкой эскадрой Феодосии 1 января 1878 года.
9 октября 1878 года по выдержании экзамена зачислен в младший класс Николаевской Инженерной Академии.
21 ноября 1878 года зачислен в саперный батальон со старшинством с 10 декабря 1878 года.
4 октября 1879 года переведен в старший класс Академии, а 29 октября 1880 года — в дополнительное отделение старшего класса Академии. По окончании полного курса наук причислен к 1-му разряду с назначением на службу в Инженерный корпус.
| Дата      | Звание         |
| --------- | -------------- |
| 10.8.1872 | юнкер          |
| 4.9.1873  | портупей-юнкер |
| 3.12.1873 | фельдфебель    |
| 19.8.1874 | портупей-юнкер |
| 4.8.1875  | подпоручик     |
| 9.12.1876 | поручик        |
| 24.4.1879 | штабс-капитан  |
| 30.8.1881 | капитан        |
| 30.8.1893 | подполковник   |
| 13.8.1897 | полковник      |
|           | генерал-майор  |

3 июня 1881 года назначен в распоряжение начальника инженеров Кавказского военного округа.
24 июня 1881 года переведен в военные инженеры.
7 сентября 1881 года назначен в Чорохскую инженерную дистанцию.
Летом 1887 года Управление Чорохской инженерной дистанции переформировано в Михайловское крепостное инженерное управление.
1 ноября 1895 года зачислен в комплект штаб-офицеров Главного Инженерного управления.
В 1897—1898 и 1900—1901 годах неоднократно исполнял обязанности начальника Михайловского крепостного инженерного управления.
В 1902—1904 годах неоднократно исполнял обязанности начальника инженеров крепости.
17 февраля 1904 года назначен начальником Александропольской инженерной дистанции.
18 марта 1909 года назначен начальником Кубанской инженерной дистанции в Ставрополе.
Впоследствии занимал должность начальника Кубанского отдела по квартирному довольствию войск.
Умер от рака пищевода 21 апреля 1913 года. Похоронен на Ставропольском гарнизонном кладбище.
6 июня 1913 года исключен из списков умершим в чине генерал-майора.

## Награды
- Крест Австрийской короны «За заслуги» (26.2.1874),
- Орден Святого Станислава 3-й степени с мечами и бантом (3.5.1878),
- Орден Святой Анны 3-й степени (30.8.1885),
- Орден Святого Станислава 2-й степени (4.9.1889),
- Орден Святой Анны 2-й степени (30.8.1893),
- Орден Святого Владимира 4-й (1.1.1901) и 3-й степени (24.3.1907).
- светло-бронзовая медаль в память Русско-турецкой войны 1877—1878 годов.
- серебряная медаль в память царствования Императора Александра III.